# Bowl de Marseille
Le bowl de Marseille ou bowl du Prado est un skatepark situé à Marseille, à l'Escale Borély, sur les  plages du Prado, inauguré en 1991 et conçu par Jean-Pierre Collinet.
La qualité de ses caractéristiques techniques et sa situation géographique — au bord de la mer — lui ont valu une renommée mondiale et une place à part dans le monde du skateboard. Le journal Le Monde ira jusqu’à le décrire comme étant « sans doute le plus célèbre skatepark du continent ».

## Description
On peut le diviser en deux, trois ou plus : 
- une première partie, le spine (1,70 m), composée de deux half-pipes séparés par l’arête qui lui donne son nom.
- une seconde plus profonde, en trèfle, formé de trois petits bowls de tailles différentes : le huit (1,80 m, 2,20 m), et la méga (2,70 m)
- une dernière, la mini, pour le street.

Son accès est gratuit et il est éclairé la nuit. Les skateboards, les rollers ainsi que les BMX y sont autorisés.

## Évènements
Le bowl accueille des compétitions d'envergure internationale comme le Quiksilver Bowlrider, l'Orange Massilia Freestyle Cup , l'Anniversaire du bowl, le Pro Bowl Contest (étape de coupe du monde de roller acrobatique), le Red Bull Bowl Rippers (depuis 2016).

## Anecdotes
Le bowl du Prado a été copié pour le skatepark d’Huntington Beach en Californie.
Le lieu apparait dans le jeu vidéo Tony Hawk Pro Skater 2.
Le Mucem possède une planche de Tony Hawk dans ses réserves.